# Can Carreras (carrer Illa de Cuba, Sitges)
Can Carreras és una obra del municipi de Sitges (Garraf) inclosa en l'Inventari del Patrimoni Arquitectònic de Catalunya.

## Descripció
Edifici entre mitgeres format per dos habitatges unifamiliars. Les dues cases són simètriques respecte a un eix central i consten de planta baixa, pis i terrat a la catalana. A la planta baixa hi ha dues obertures d'accés rectangulars centrals i dues obertures més amples als costats, la d l'esquerra modificada. A les dues portes centrals corresponen al primer pis dues finestres rectangulars amb ampit sobresortint únic; les portes laterals es corresponen amb balcons d'obertura rectangular i barana de ferro, sostinguts per grans cartel·les. Per damunt la cambra d'aire hi ha una cornisa amb cartel·les i barana.
L'edifici presenta decoració senzilla, d'inspiració clàssica i naturalista.

## Història
D'acord amb la documentació que es conserva a l'Arxiu Municipal de Sitges, el 20-3-1901, el propietari del terreny, Francesc Carreras Robert, va sol·licitar a l'Ajuntament permís per a la construcció d'una casa. El projecte de l'obra el signava el mestre d'obres Jaume Sunyer. El permís va ser concedit el 22-3-1901.